# Mugur Radu Gușatu
Mugur Radu Gușatu (Slatina, 19 augustus 1969) is een Roemeens voormalig voetballer. Hij speelde als aanvaller.
Hij begon zijn loopbaan in 1992 bij het Roemeense Universitatea Craiova en sloot zijn carrière af in 2001 bij FC Bihor Oradea. Tevens kwam hij uit voor het Nederlandse sc Heerenveen.

## Carrìere
| Periode   | Club                  | Wedstrijden | Doelpunten |
| --------- | --------------------- | ----------- | ---------- |
| 1992-1993 | Universitatea Craiova | 1           | 0          |
| 1993-1995 | DSV Leoben            | ?           | ?          |
| 1995-1997 | Politehnica Timișoara | 57          | 26         |
| 1997-1999 | sc Heerenveen         | 34          | 7          |
| 1999      | Extensiv Craiova      | 8           | 0          |
| 1999-2000 | MTK Budapest          | 14          | 10         |
| 2000-2001 | FC Bihor Oradea       | ?           | ?          |